# 莫伊塔博尼塔
10°34′40″S 37°20′34″W / 10.57778°S 37.34278°W
莫伊塔博尼塔（葡萄牙語：Moita Bonita），是巴西的城鎮，位於該國東北部，由塞爾希培州負責管轄，始建於1963年，面積96平方公里，海拔高度180米，2013年人口11,350，人口密度每平方公里118.45人。